# GRG 7 Kandlgasse
Das Bundesgymnasium & Bundesrealgymnasium Wien 7 (GRG 7) ist ein Bundesgymnasium und Bundesrealgymnasium mit Modellversuch Neue Mittelschule im 7. Wiener Bezirk Neubau in der Stadtgemeinde Wien.

## Geschichte

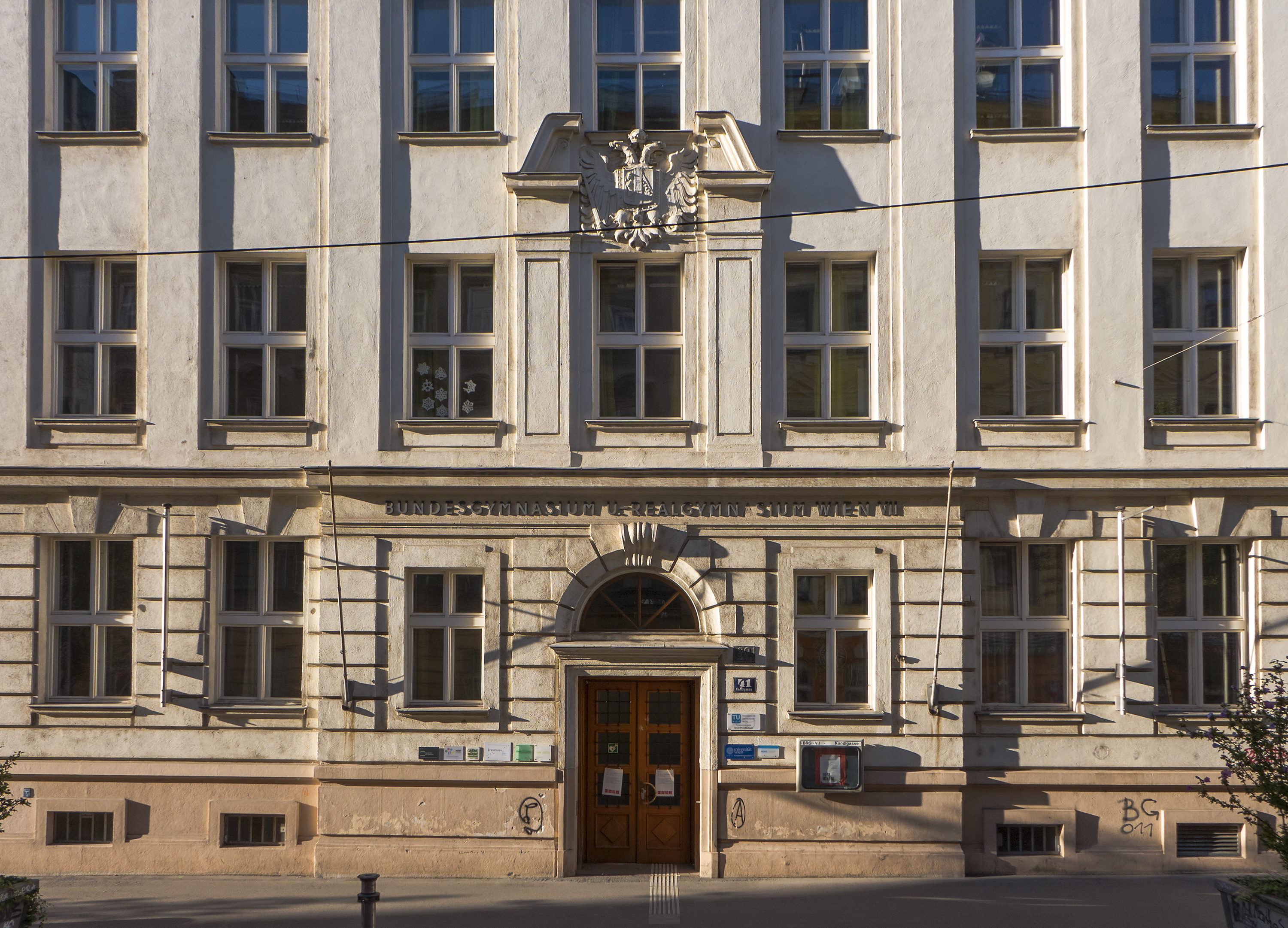
Fassade mit Doppeladler

Die Schule wurde 1907 gegründet, oberhalb des Portals ziert zwischen erstem und zweitem Stock ein Relief des österreichischen Doppeladlers die Fassade.
Das Schulgebäude steht unter Denkmalschutz (Listeneintrag).
Zu Beginn war die Schule ein humanistisches Gymnasium mit Latein ab der ersten und Griechisch ab der dritten Klasse.
Schon während des Austrofaschismus wurden die Schüler nach Konfessionen getrennt. In der A-Klasse waren die katholischen Schüler, in der B-Klasse alle anderen, vor allem Protestanten und Juden.
Antisemitische Anfeindungen waren in der Schule an der Tagesordnung.
Einer der berühmtesten Schüler war der spätere Kabarettist und Komponist Georg Kreisler, der das Realgymnasium Kandlgasse in den 1930er Jahren besuchte. Im April 1938, nach der Einverleibung Österreichs durch den NS-Staat, wurden alle jüdischen Schüler ausgeschlossen. Kreisler berichtete, beim Verlassen der Schule am Tag des Ausschlusses bildeten die christlichen Mitschüler ein Spalier und beschimpften, bespuckten und schlugen ihre jüdischen Mitschüler.
Die Schule wurde als Knabenschule gegründet, nach dem Ersten Weltkrieg 1918 gab es schon Koedukation, 1926 konnten die ersten Mädchen maturieren. 1938 mussten Mädchen die Schule wieder verlassen, erst Ende der 1970er Jahre war die Kandlgasse wieder eine gemischte Schule – 1986 maturierten wieder Mädchen.

## Ausstattung
Die Schule verfügt über eine kleinere Bibliothek, zwei Turnsäle, ein Schulbuffet sowie Sonderlehrsäle für Biologie, Chemie, Physik, Musikerziehung, Kunst und Gestaltung, Technik und Design, Darstellende Geometrie und Geometrisches Zeichnen mit PC-Arbeitsplätzen.
Weiters gibt es einen Festsaal mit Bühne, der gleichzeitig als Musiksaal dient.

## Pädagogische Arbeit, Ausstattung und Angebote
Der Schulschwerpunkt heißt Ökologisch – Sozial – Vernetzt.
Zur Förderung dieses Schwerpunkts veranstaltet die Schule Ökologie- und Gendertage während des Schuljahres.
Die Schule verfügt über eine Nachmittagsbetreuung für die Unterstufe.
Im Jahr 2016 wurde die Schule mit dem Österreichischen Schulpreis in der Kategorie Nachhaltigkeit & Verantwortung ausgezeichnet.

## Bekannte ehemalige Lehrer
- Walter Kranzer (1912–1988), österreichischer Mathematiker und Physiker

## Bekannte ehemalige Schüler
- Hanns Abele (1941–2016), Jurist und Universitätsprofessor für Volkswirtschaftslehre
- Hans Asperger (1906–1980), Pädiater, Heilpädagoge, Autismusforscher
- Georg Biron (* 1958), Schriftsteller, Reporter, Drehbuchautor, Schauspieler, Regisseur und Kulturproduzent
- Thomas Blimlinger (* 1957), Politiker
- Helmuth Böck (* 1942), Kernphysiker und Präsident der Österreichischen Kerntechnischen Gesellschaft
- Herbert Eichenseder (* 1941), Rechtsanwalt und Strafverteidiger
- János Aladár Fehérváry (* 1977), Journalist, Publizist und Tauchsportler
- Georg Kreisler (1922–2011), Komponist, Sänger und Dichter
- Gerhard H. Fischer (* 1938), Psychologe
- Wolfgang Fuhrmann (* 1966), Musikwissenschaftler und Musikpublizist
- Paul Flieder (1953–2010), Opernregisseur und Journalist
- Andreas Heraf (* 1967), Fußballspieler
- Michael Niavarani (* 1968), österreichischer Kabarettist, Schauspieler und Autor mit persischen Wurzeln
- Wolfgang Peschorn (* 1965), österreichischer Beamter und Innenminister
- Robert Schediwy (* 1947), Sozialwissenschaftler und Kulturpublizist
- Rudolf Thienel (* 1960), Jurist und Präsident des österreichischen Verwaltungsgerichtshofs
- Michael Totz (1947–1990), Schauspieler
- Ekkehard Weber (* 1940), Althistoriker, Epigraphiker und Altphilologe